# Na pocieszenie serca i uniesienie ducha
Na pocieszenie serca i uniesienie ducha – studyjny album Violetty Villas zawierający piętnaście największych przebojów wokalistki w nowych aranżacjach. Nagrany w najbardziej burzliwym okresie jej życia na wydanie czekał ponad rok. Premiera płyty odbyła się w połowie listopada 2008 r., kilka miesięcy wcześniej wydano promocyjną edycję. Violetta Villas promowała płytę w październiku 2008 na konferencjach prasowych w Toruniu, w klubach Moskwa, Forte Club oraz EMPiK Starówka. 
Oprócz dystrybucji w salonach muzycznych, wokalistka osobiście sprzedawała płyty. W 2009 Villas promowała krążek w Częstochowie, natomiast na przełomie 2009/2010 odbyła się trasa koncertowa, podczas której również prowadzona była sprzedaż albumu. Villas wystąpiła m.in. w Zabrzu, Wrocławiu i Jeleniej Górze.

## Lista utworów
| #   | Tytuł                          | Autorzy                                | Długość |
| --- | ------------------------------ | -------------------------------------- | ------- |
| 1.  | „Ja Śpiewam Piosenki”          | M. Hemar - M. Tyszkiewicz              | 4:05    |
| 2.  | „Pocałunek Ognia”              | A.G. Villoldo - V. Villas              | 6:11    |
| 3.  | „Szczęście”                    | M. Hadjiadakis - O. Obarska            | 5:16    |
| 4.  | „W Lewinie Koło Kudowy”        | V. Villas                              | 4:19    |
| 5.  | „Przyjdzie Na To Czas”         | W. Szpilman - K. Winkler               | 5:25    |
| 6.  | „Do Ciebie Mamo”               | A. Skorupka - M. Łebkowski, S. Werner  | 5:25    |
| 7.  | „Jak W Serenadzie”             | A. Buzuk - B. Kuroń                    | 7:34    |
| 8.  | „Od Jutra Wszystko Się Zmieni” | W. Maksymkin - K. Sadowski             | 2:34    |
| 9.  | „Melancholie”                  | W. Kilar - A. Osiecka                  | 5:13    |
| 10. | „Dzikuska”                     | L. Bogdanowicz - A. Osiecka            | 3:05    |
| 11. | „Mechaniczna Lalka”            | V. Villas - A. Osiecka                 | 5:59    |
| 12. | „Całuj Gorąco”                 | M. Swen - sł. A. Jastrzębiec-Kozłowski | 5:30    |
| 13. | „Oczy Czarne”                  | J. Hrebinka - C. Gierde                | 6:07    |
| 14. | „Miłością Znów Żyję”           | G. Roskin - V. Villas                  | 7:33    |
| 15. | „Ja Już Taka Jestem”           | trad. - V. Villas                      | 3:07    |